# ミッドナイト東海21
ミッドナイト東海21（ミッドナイトとうかいにじゅういち）は、月曜日 - 金曜日の26時00分 - 27時00分（JST。日付上は火曜日 - 土曜日の深夜2時 - 3時）に東海ラジオ放送で放送されていたラジオ番組。かつて同局の深夜番組として人気を博した『ミッドナイト東海』の復活版。2012年10月1日より、月曜から木曜は文化放送から「リッスン? 〜Live 4 Life〜」をネットすることになり、東海ラジオミッドナイトスペシャルが10月5日より金曜日の24:00-27:00の放送となるため、2012年9月28日をもって番組が終了となる。

## パーソナリティー
金曜日放送時代
- 天野鎮雄（2005年10月 - 2007年9月）
- 松原敬生（2005年10月 - 2006年9月、隔週で天野と担当）

月曜日 - 金曜日放送時代（2007年10月 - 2010年4月2日）
- 月：松原敬生
- 火：西村育子→井上立子
- 水・金：天野良春
- 木：井上立子

月曜日 - 金曜日放送時代（2010年4月5日 - 2012年9月28日）
- 月：松原敬生
- 火：井上立子
- 水：天野良春
- 木：上田定行
- 金：原光隆

## 放送時間
- 2005年10月 - 2007年3月：毎週金曜日24時00分 - 27時00分
- 2007年4月 - 8月：毎週金曜日24時00分 - 26時00分
- 2007年9月：毎週金曜日24時00分 - 25時30分
- 2007年10月 - 2012年9月28日：月曜日 - 金曜日26時00分 - 27時00分

| 期間    | 期間    | 放送時間（日本時間）   | 放送時間（日本時間）   | 放送時間（日本時間） |
| 期間    | 期間    | 月曜日 - 木曜日        | 金曜日                 |                      |
| ------- | ------- | ---------------------- | ---------------------- | -------------------- |
| 2005.10 | 2007.03 | （放送無し）           | 24:00 - 27:00（180分） |                      |
| 2007.04 | 2007.08 | （放送無し）           | 24:00 - 26:00（120分） |                      |
| 2007.09 | 2007.09 | （放送無し）           | 24:00 - 25:30（090分） |                      |
| 2007.10 | 2012.09 | 26:00 - 27:00（060分） | 26:00 - 27:00（060分） |                      |

## 放送内容
2005年10月 - 2007年9月
- 東海の車窓から
東海地方の市町村を毎週1つ紹介する。なお紹介する市町村の観光スポット等を紹介するため、担当の人が電話で出演することがある。
- 深夜のタイムカプセル
過去の出来事を、懐かしい音楽とともに紹介する。

2007年10月 - 2012年9月28日

## 過去に放送していたコーナー
- なごやか寄席復刻編
東海ラジオで過去に単独番組として放送されていた『なごやか寄席』を、当時と同様の構成で放送していた。落語家の雷門幸福の担当。このコーナーは、2007年4月から26時00分 - 26時30分の30分間の単独番組となり、その後曜日を変えながら2009年3月まで放送した。